# Diagilewo (stacja kolejowa)
Diagilewo (ros. Дягилево) – stacja kolejowa w miejscowości Riazań, w obwodzie riazańskim, w Rosji. Położona jest na linii Moskwa – Riazań.

## Historia
Stacja powstała w XIX w. pomiędzy stacjami Rybnoje i Riazań I oraz Riazań II.